# Стала Дірака
Стала Дірака, або стала Планка — Дірака, — не часто  використовувана назва для скороченої сталої Планка {\displaystyle \hbar \equiv h/2\pi } — коефіцієнта, що пов'язує кутову частоту {\displaystyle \omega =2\pi \nu } ({\displaystyle \nu } — частота) фотона (або іншого кванта) з його енергією: {\displaystyle E=\hbar \omega .} Тут {\displaystyle h} — стала Планка. Зазвичай сталу Дірака називають наведеною сталою Планка.
{\displaystyle \hbar \equiv {\frac {h}{2\pi }}=1{,}054\ 571\ 800(13)\times 10^{-34}} Дж·c = {\displaystyle 6{,}582\ 119\ 514(40)\cdot 10^{-16}} еВ·с.
Сенс введення скороченої константи Планка і її широкого використання в тому, що в теоретично більш важливих формулах при її використанні зникає популярний множник або дільник 2π. Перш за все мається на увазі зв'язок дії і фази ({\displaystyle S=\hbar \varphi }), а також імпульсу з хвильовим вектором ({\displaystyle \mathbf {p} =\hbar \mathbf {k} }) и енергії з циклічною частотою (більш використовувана, аніж  відмінна від неї на множник 2π звичайна частота, {\displaystyle E=\hbar \omega }). Як наслідок, з використанням такой форми константи Планка загальна більшість формул записуються трішки простіше та прозоріше. В теоретичній фізиці часто використовують системи одиниць, в яких стала Планка — Дірака безрозмірна і рівна одиниці ({\displaystyle \hbar =1}), що дозволяє ще більше спростити формули , завдяки тому, що енергія і циклічна частота, фаза і дія, імпульс і хвильовий вектор стають попарно еквівалентними і взаємозамінними величинами.
Позначається малою перекресленою латинською літерою ħ, у формулах називається «h з рискою» (англ. h-bar). В Юнікоді цей символ займає позицію U+0127; також існує окремий символ англ. Planck constant over two pi (U+210F, {\displaystyle \hbar }).

## Інтернет-ресурси
- «The role of the Planck constant in physics» — presentation at 26th CGPM meeting at Versailles, France, November 2018 when voting took place.
- «The Planck constant and its units» — presentation at the 35th Symposium on Chemical Physics at the University of Waterloo, Waterloo, Ontario, Canada, November 3 2019.